# 마크 프로스트
마크 프로스트 (Mark Frost, 1953년 11월 25일 생)는 미국의 소설가, 시나리오작가, 감독, 영화 제작자이다. 티비 시리즈《힐 스트리트 블루스》(Hill Street Blues)의 작가, 《트윈 픽스》(Twin Peaks)의 공동 창작자로 알려졌다.